# Старочехи
Старочехи (чеш. Staročeši) или Национальная партия (чеш. Národní strana; с 1874 года) — чешская политическая партия в Австро-Венгрии.
Партия возникла в 1860 году и опиралась на национальную буржуазию, интеллигенцию, крестьян и горожан. Возглавили партию Франтишек Палацкий и Франтишек Ригер. В меморандуме императору Францу Иосифу 18 июня 1860 года двенадцати деятелей чешского национально движения содержались требования, которые легли в основу партийной идеологии: увеличение представительства чешских земель в рейхсрате и расширение самоуправления. Позднее в статье в партийной газете «Národní listy» Ригер уточнил эти требования. Идеология партии («историческое право») предполагала введение в монархии самоуправления, обеспечение равенства немецкого и чешского языков на территории Чехии, закрепление гражданских и экономических прав и свобод. Вскоре, однако, руководство партии договорилось с автономистски настроенным дворянством и придало своей программе более консервативную направленность.
В партии существовало два влиятельных течения — старочешское и младочешское. В 1873 году в партии наметился раскол, а в 1874 году из ЧНП организационно выделились младочехи, после чего название «старочехи» закрепилось за всей ЧНП. В 1889 года на съезде младочехов на горе Ржип старочехи были объявлены изменниками чешского народа.
Несколько лет партия придерживалась тактики пассивной оппозиции венским властям путём отказа от занятия мест в рейхсрате, но в середине 1870-х от этой тактики было решено отказаться. В 1879 году старочех Пражек стал имперским министром по чешским делам. Его деятельность способствовала распространению чешского языка в местной администрации и образовании. Долгое время партия сохраняла влияние исключительно из-за куриальной системы голосования. С распространением избирательного права и созданием новым, более радикальных партий, представительство старочехов уменьшалось. На популярность партии сильно повлияло подписание чешско-немецкого соглашения 1890 года. К началу XX века их политическая позиция стала сближаться с младочехами.
В 1918 году партия объединилась с младочехами и умеренными силами в партию Чешская государственно-правовая демократия, которая с 1919 года стала называться Национал-демократическая партия Чехословакии.